# Diada de Menorca
La Diada de Menorca és una festivitat de Menorca celebrada el 17 de gener amb motiu del dia de sant Antoni Abat, patró de l'illa.

## Història
La data commemora l'ocupació per les tropes d'Alfons el Liberal de l'illa de Menorca l'any 1287 i la seva incorporació a la Corona d'Aragó. Segons la tradició, les tropes atacants s'encomanaren a Sant Antoni Abad per la batalla, que tingué lloc el dia de la seva festivitat. Acabada la conquesta, que posà fi al domini àrab de Menorca, l'illa fou repoblada amb ciutadans provinents principalment de l'Empordà, que hi dugueren la cultura i la llengua catalanes, trets característics de la identitat i la idiosincràsia de Menorca fins avui dia.
S'especula que les celebracions de la festivitat es començaren a realitzar anualment d'ençà de la conquesta de l'illa, tot i que les primeres proves documentals daten del segle xvi. Concretament el 12 de gener de 1575, els jurats de la Universitat General de Menorca acordaren que aquesta festivitat fos celebrada amb tota solemnitat.
L'any 1643, el papa Urbà VIII reconfirmà sant Antoni com a patró de Menorca a petició del Consell General i es va donar al Disset de Gener un caire molt solemne. Ja llavors, una comitiva sortia la parròquia de Santa Maria de Ciutadella, entrava pel Roser, passava pel carrer de les Amargures i d'Artrutx i, sortint d'intramurs pel portal d'Artutx, continuava cap a l'est per la contramurada fins al portal de Maó, on novament entrava a la ciutat vella per dirigir-se a la desapareguda església de Sant Antoni.
L'any 1820 les celebracions de la diada de Menorca foren prohibides a causa de la incorporació de Menorca a la corona espanyola. Tanmateix l'any 1887, amb motiu de la celebració del sisè centenari, a Maó es van il·luminar moltes cases i tots els edificis públics. La processó va sortir després de la missa i va estar acompanyada musicalment pel regiment de les Filipines. Al cap de ponent, el bisbe Mercader declarà aquesta festa de primer ordre i l'ajuntament, en sessió ordinària, va acordar recollir una idea del canonge Roc Coll i promoure la instal·lació d'un monument evocador a la plaça d'Alfons III, cosa que finalment no es dugué a terme.
A partir de 1887 la festa entrà en un període de decadència, fet que causà que a principis del segle xx la celebració de la diada passés a un segon pla. Ja durant la Primera República Espanyola es posà de manifest certa divisió ideològica entre els menorquins, causada d'una banda per l'apropiació dels signes i símbols de la Diada pels sectors més conservadors i tradicionalistes i per l'altra pel refús d'aquests per part dels sectors més progressistes. Hom especula que per aquest motiu la celebració tradicional es conservà principalment a Ciutadella.
Aquesta situació es perllongà durant un segle, fins que acabada la dictadura franquista la festa fou institucionalitzada com a com a Diada del Poble de Menorca gràcies a una declaració de 1981 del Consell Insular de Menorca, que impulsà així els valors propis que identifiquen aquesta commemoració amb la reafirmació de la identitat cultural i històrica de Menorca.

## Actes
Durant els segles d'història les celebracions associades a la Diada de Menorca s'han mantingut sense gaires canvis i han servit per reafirmat la identitat menorquina. Així doncs, els actes que giren al voltant d'aquesta festivitat són sobretot de caràcter tradicional. S'hi destaquen la missa solemne a la Catedral de Menorca a les onze del matí, el mercat de Sant Antoni a Ciutadella, la Processó dels Tres Tocs també a Ciutadella i altres actes a tota la geografia de l'illa el mateix dia 17 i també els dies anteriors i posteriors.
Pel que fa al mercat de Sant Antoni, es realitza a la plaça de Sant Antoni durant tot el matí del dia disset i n'és típica la venda de taronges i dàtils i la rifa d'un porc. D'altra banda, la Processó dels Tres Tocs se celebra just després de la missa d'onze i hi assisteixen tres regidors de l'ajuntament de Ciutadella vestits de frac i a cavall, el clergue i el bisbe. En arribar aquests al lloc on antigament estava la porta de Maó, el regidor més jove descavalca i amb l'asta de la bandera del rei Alfons III dona tres cops a terra, acció que dona nom a la processó. Allà s'hi canta també un tedèum. Aquesta processó commemora el moment en què, segons la tradició, el rei Alfons va donar tres cops a la porta amb la seva bandera en arribar a l'entrada de la Ciutadella musulmana, i la ciutat es va rendir.